# Bouttencourt
Bouttencourt là một xã ở tỉnh Somme, vùng Hauts-de-France, Pháp.

## Địa lý
Thị trấn này tọa lạc trên đường D928 và đường D1015, bên bờ sông Bresle, giáp ranh với tỉnh Seine-Maritime, khoảng 18 dặm Anh về phía tây nam của Abbeville.

## Dân số
| 1946                                                           | 1954 | 1962 | 1968 | 1975 | 1982 | 1990 | 1999 | 2006 |
| -------------------------------------------------------------- | ---- | ---- | ---- | ---- | ---- | ---- | ---- | ---- |
| 755                                                            | 754  | 777  | 741  | 887  | 928  | 941  | 1015 | 1046 |
| Số liệu điều tra dân số từ năm 1962, dân số không tính hai lần |      |      |      |      |      |      |      |      |